# Gustave Wappers
Egide Charles Gustave, Baron Wappers (født 23. august 1803 Antwerpen, død 6. december 1874 Paris) er bedre kendt som den belgiske maler Gustave Wappers, mens hans værker anses for at være flamske. Han signerede sin værker med navnet Gustaf Wappers. Maleren er kendt med et eller flere fornavne, på engelsk eller fransk Gustave eller mere sjældent det fulde Egide Charles Gustave, selv om han var født i den flamske by Antwerpen som Egidius Karel Gustaaf Wappers, internationalt er han også kendt under dette navn, om end hyppigere som Gustaaf Wappers. Den mere sjældne form 'Gustaf' ligger tættere på den sædvanlige udtale i Antwerpen, og optræder på signaturer bag på malerierne. Barontitlen han fik tildelt skal stå mellem fornavn og efternavn.

Han studerede ved det kongelige kunstakademi i Antwerpen og i 1826 i Paris. Den romantiske bevægelse, med dens nye ideer om kunst og politik var i gang i Frankrig. Wappers var den første belgiske kunstner, sm drog fordel af dette, og hans første maleri, "Borgmesteren i Leidens opofrelse", dukkede frem i rette øjeblik og havde stor succes på Bruxellessalonen i 1830, det år den belgiske revolution brød ud. Selv om det var politisk, revolutionerede dette bemærkelsesværdige værk flamsk maleri.
Wappert blev inviteret til hoffet i Bruxelles og blev foretrukket ved tildeling af opgaver. I 1832 udnævnte byen Antwerpen ham til professor i maleri.
Han udstillede sit mesterværk, "Episode fra den belgiske revolution i 1830" eller rettere "Episode fra septemberdagene i 1830 på Grand Place i Bruxelles", (Musées royaux des Beaux-Arts de Belgique) på Antwerpensalonen i 1834. Han blev efterfølgende udnævnt til hofmaler ved kong Leopold 1. af Belgien. Da Matthieu-Ignace Van Brée døde i 1839 blev han forfremmet til direktør for akademiet i Antwerpen. En af hans elever var Ford Madox Brown og en anden var den tjekkiske historiemaler Karel Javůrek.
Hans værker er talrige. Nogle af dem i traditionel religiøs stil ("Kristus i graven"), mens andre illustrerer romantikkens syn på historien: "Karl 1. tager afsked med sine børn", "Karl 9.", "Camoens", "Peter den Store i Saardam", og "Boccaccio ved Joanna af Neapels hof".
Louis Philippe gav ham en opgave med at male et stort maleri til galleriet i Versailles, "Forsvaret af Rhodos ved ridderne af St Johannes af Jerusalem". Han afsluttede værket i 1844, samme år som blev adlet til baron af Leopold 1. Efter at have ladet sig pensionere som direktør for akademiet i Antwerpen bosatte han sig i 1853 i Paris, hvor han døde i 1873 – efter at have været et af de mest talentfulde flagskibe for romantikken i Belgien.

## Yderligere læsning
- Buyck, Jean F. (red.); Koninklijk Museum voor Schone Kunsten (Belgien) (1976). Gustaf Wappers en zijn school – tentoonstelling, Antwerpen, 26 juni tot 29 augustus 1976 (flamsk og engelsk). Antwerpen: Ministerie van Nederlandse Cultuur, Flandern. s. 108.{{cite book}}:  CS1-vedligeholdelse: Flere navne: authors list (link)